# Brandklasse
Als Brandklassen bezeichnet man eine Klassifizierung der Brände nach ihrem brennbaren Stoff. Diese Klassifikation ist vorwiegend notwendig, um eine richtige Auswahl entsprechender Löschmittel bei Bränden zu treffen. 

Der Begriff Brandklasse wird gelegentlich fälschlich verwendet, wenn eigentlich Baustoffklasse gemeint ist (welche das Brandverhalten von Baumaterialien nach EN 13501-1 beschreibt).
Nach der Europäischen Norm EN 2 erfolgt die Einteilung der brennbaren Stoffe in die Brandklassen A, B, C, D und F. Die EN 2 löste die nationalen Normen, wie DIN-Normen (DIN 14406) oder ÖNORM (F 1003) ab.

## Brandklassen

Brandklassen Symbole

Die Farbe der Symbole ist variabel. Üblich ist eine Darstellung schwarz auf weißem Grund, auf Kleinlöschgeräten häufig weiß auf rotem Grund.
| Brandklasse * | Beschreibung * | Beispiele                                                                                    | Löschmittel | Hinweis |
| ------------- | --- | -------------------------------------------------------------------------------------------- | --- | --- |
| A             | Brände fester Stoffe, hauptsächlich organischer Natur, die normalerweise unter Glutbildung verbrennen                                                  | Holz, Papier, Kohle, Heu, Stroh, einige Kunststoffe (vor allem Duroplaste), Textilien        | Wasser, wässrige Lösungen, Löschschaum, ABC-Pulver, Löschgel | |
| B             | Brände von flüssigen oder flüssig werdenden Stoffen | Benzin, Ethanol, Teer, Wachs, viele Kunststoffe (vor allem Thermoplaste), Ether, Lacke, Harz | Löschschaum, ABC-Pulver, BC-Pulver, Kohlenstoffdioxid | Auch Stoffe, die durch die Temperaturerhöhung flüssig werden                                                                                                  |
| C             | Brände von Gasen | Ethin (Acetylen), Wasserstoff, Erdgas, Methan, Propan, Butan, Stadtgas                       | ABC-Pulver, BC-Pulver, Kohlenstoffdioxid nur in Ausnahmefällen (hierfür gibt es sehr selten speziell konstruierte Sonderfeuerlöscher mit Gasstrahldüse), Gaszufuhr durch Abschiebern der Leitung unterbinden | Brände von Gasen in der Regel erst dann löschen, wenn die Gaszufuhr unterbunden werden kann, da sich sonst ein explosionsfähiges Gas-Luft-Gemisch bilden kann |
| D             | Brände von Metallen | Aluminium, Magnesium, Natrium, Kalium, Lithium und deren Legierungen                         | Metallbrandpulver (D-Pulver), Hohlglasgranulate, sowie als Behelfslöschmittel trockener Sand, trockenes Streu- oder Viehsalz, trockener Zement, Grauguss-Späne                                               | Bei Bränden der Klasse D niemals Wasser als Löschmittel verwenden                                                                                             |
| F             | Brände von Speiseölen/‑fetten (pflanzliche oder tierische Öle und Fette) in Frittier- und Fettbackgeräten und anderen Kücheneinrichtungen und ‑geräten | Speiseöle und Speisefette                                                                    | Speziallöschmittel für Fette (meist ein Löschschaum zur Verseifung) | Bei Bränden der Klasse F niemals Wasser als Löschmittel verwenden                                                                                             |

### Brandklasse F
Die Brandklasse F umfasst Brände von Speiseölen/-fetten in Frittier- und Fettbackgeräten und anderen Kücheneinrichtungen und -geräten.
Prinzipiell gehören Fette der Brandklasse B an, jedoch werden Fettbrände wegen ihrer besonderen Gefahren und Eigenheiten einer eigenen Brandklasse zugeordnet.
Hintergrund für die Ausgliederung der Stoffe der Brandklasse F aus der Brandklasse B ist die Tatsache, dass die Standardlöschmittel für die Brandklassen A, B und C auf diese Stoffe nur sehr bedingt einsetzbar sind. Der Einsatz von ungeeigneten Löschmitteln kann unter Umständen wirkungslos oder gar mit Gefahren verbunden sein.

### Ehemalige Brandklasse E
Im Jahr 1978 wurde die Brandklasse E, die für Brände in elektrischen Niederspannungsanlagen (bis 1000 Volt) vorgesehen war, abgeschafft. Alle heutigen Feuerlöscher können in Niederspannungsanlagen eingesetzt werden, sofern der auf dem Feuerlöscher aufgedruckte Sicherheitsabstand eingehalten wird.